# Pedoculina bacescui
Pedoculina bacescui is een vlokreeftensoort uit de familie van de Caprellidae. De wetenschappelijke naam van de soort is voor het eerst geldig gepubliceerd in 1940 door Carausu.